# ریتا لیوزی
ریتا لیوِزی (به ایتالیایی: Rita Livesi) بازیگر اهل ایتالیا است.
از فیلم‌ها یا مجموعه‌های تلویزیونی که وی در آن‌ها نقش داشته‌است، می‌توان به معضل بزرگ، سواره‌نظام، بچه‌ها نگاهمان می‌کنند و دبیرستان اشاره نمود.